# Contea di Cache
La contea di Cache, in inglese Cache County, è una contea dello Stato dello Utah, negli Stati Uniti. Aveva una popolazione di 91 391 abitanti (2000). Il capoluogo è Logan.

## Geografia
La contea di Cache è posta nella parte settentrionale dello Stato dello Utah, al confine con l'Idaho e ha una superficie complessiva di 3038 km². Il territorio è costituito da una valle pianeggiante delimitata a ovest dai monti Wellsville e dalle Bear River Mountains nel settore orientale, dove si trova il punto di massiva elevazione della contea del Naomi Peak (3042 m). La contea è attraversata dal corso del fiume Bear e dai suoi affluenti.
Nella contea si trovano alcune aree protette nazionali, tra cui la foresta nazionale di Caribou-Targhee.
Il capoluogo, Logan, è sede dell'Università statale dello Utah, fondata nel 1888.

### Contee confinanti
- Contea di Franklin (Idaho) - nord
- Contea di Bear Lake (Idaho) - nord-est
- Contea di Rich - est
- Contea di Weber - sud
- Contea di Box Elder - ovest
- Contea di Oneida (Idaho) - nord-ovest

## Storia
La contea di Cache, come tutta la regione settentrionale dello Utah, faceva parte del territorio degli indiani Shoshoni. I primi cacciatori di pellicce europei raggiunsero la regione a partire dal 1824, ma i primi tentativi di insediarsi nell'area furono effettuati nel 1855 da coloni mormoni. Il primo insediamento stabile fu l'attuale città di Wellsville, mentre la città di Logan fu fondata nel 1859.
La contea fu creata nel 1856 e i confini furono ridefiniti nel 1864, quando la parte orientale fu separata per formare la contea di Rich.
Il nome della contea deriva dal francese chacher (nascondere) poiché i cacciatori nascondevano qui le loro pellicce.

## Comuni

### Cities
- Hyde Park
- Hyrum
- Lewiston
- Logan (capoluogo)
- Mendon
- Millville
- Nibley
- North Logan
- Providence
- Richmond
- River Heights
- Smithfield
- Wellsville

### Towns
- Amalga
- Clarkston
- Cornish
- Newton
- Paradise
- Trenton

### Census-designated places
- Avon
- Benson
- Cache
- Cove
- Peter